# Čista kvarta
Čista kvarta, ki jo je Pitagora poimenoval tudi diatesaron, okrajšana s č4, je eden izmed dveh konvencionalno uporabljanih glasbenih intervalov, ki obsega štiri stopnje diatonične lestvice, drugi je zvečana kvarta, katere obseg je za en kromatični polton večji. Pridevnik čista jo uvršča v skupino t. i. čistih intervalov, ki predstavljajo enostavna frekvenčna razmerja med dvema tonoma in s tem spadajo med najbolj konsonančne intervale. Inverzija intervala je čista kvinta.
Čista kvarta se v zahodnoevropski klasični glasbi najpogosteje pojavlja med kvinto in zgornjim osnovnim tonom vseh durovih in molovih kvintakordov in njihovih obratov.
Čista kvarta pri naravni uglasitvi ustreza razmerju 4:3, medtem ko je pri temperirani uglasitvi enaka petim poltonom, razmerju  1:25/12 (približno 1:1.33484) oz. 500 centom, okrog 1.955 centa več kot naravni interval. V obdobju ars nove so kvarto obravnavali kot disonančni interval.
V zaporedju čistih kvart sta uglašeni glasbili kontrabas in bas kitara, prav tako tudi vse (z izjemo ene) strune pri kitari.